# کارلوس لوگو
کارلوس لوگو (اسپانیایی: Carlos Lugo‎؛ زادهٔ ۱ سپتامبر ۱۹۵۳) بازیکن فوتبال اهل کلمبیا بود.